# Meu É o Tempo
Meu é o tempo é o quarto álbum de estúdio do cantor brasileiro Marcelo Nascimento, lançado em 2000 pela MK Music.

## Faixas
1. Pedes o que queres (Marcelo Nascimento)
2. Atire a primeira pedra (Marcelo Nascimento e Marquinhos Nascimento)
3. Morreu por mim na cruz (Marcelo Nascimento)
4. Clame o meu nome (Marcelo Nascimento)
5. Quero contar pra vocês (Marcelo Nascimento)
6. Solução do alto (Paula Porto)
7. A vitória virá (Marcelo Nascimento e Marquinhos Nascimento)
8. Cristo me deu vitória (Marcelo Nascimento)
9. Meu é o tempo (Marcelo Nascimento e Marquinhos Nascimento)
10. Por isso é que eu digo que ele é meu rei (Marcelo Nascimento e Marquinhos Nascimento)
11. Eu chorava agora canto (Marcelo Nascimento)
12. Ele que reina lá do céu (Marcelo Nascimento)

## Ficha Técnica
- Gravado no Studio Canto da Vitória (RJ) no verão de 2000
- Produção executiva: MK Publicitá
- Produção Musical: Marcelo Nascimento
- Técnicos de gravação: Tuca Nascimento e Nilson The Flash
- Assistente geral de gravação: Almir Américo Din e José Carlos Brac
- Mixagem: Edinho, Marcelo Nascimento, Tuca Nascimento e Paulo Roberto
- Masterização: Toney Fontes

- Arranjos e regência: Marcelo Nascimento e Paulo Roberto
- Teclados: Paulo Roberto
- Cordas: Paulo Roberto e Tuca na música Solução ao alto
- Bateria: Ubiratan Silva
- Contra baixo: Marcelo Nascimento e Sharles Martins
- Guitarras: Renan Penedo
- Violões: Renan Penedo e Marcelo Nascimento nas músicas Eu chorava/ Agora canto/ Ele que reina lá do céu"
- Percussão: Ubiratan Silva
- Metais: Moisés Nascimento, Ronaldo Caetes, Josué e Robson Golçalves
- Flugue: Pablo Nascimento
- Acordeon: Leno Maia
- Solos guitarra: Sérgio Knust nas músicas Clame o meu nome e Ele que reina lá dos céus
- Solo soltejo: Marcelo Nascimento na música Morreu por mim na cruz
- Back vocal: Marcelo Nascimento, Rute Nascimento, Marquinhos Nascimento, Tuca Nascimento, Gisele Nascimento, Willian Nascimento, Wanderson Nascimento e Nescau
- Participações Especiais: Rose Nascimento na música Solução do alto; Marquinhos Nascimento na música A vitória virá; Moisés Nascimento na concepção da música Por isso que eu digo ele é meu rei; e Márcia Nascimento back vocal nas músicas Morreu por mim na cruz/ Clame o meu nome
- Fotos: Darlos Zalis
- Criação de capa e arte final: MK Publicitá

## Clipes
- Atire a primeira pedra